# Miód akacjowy

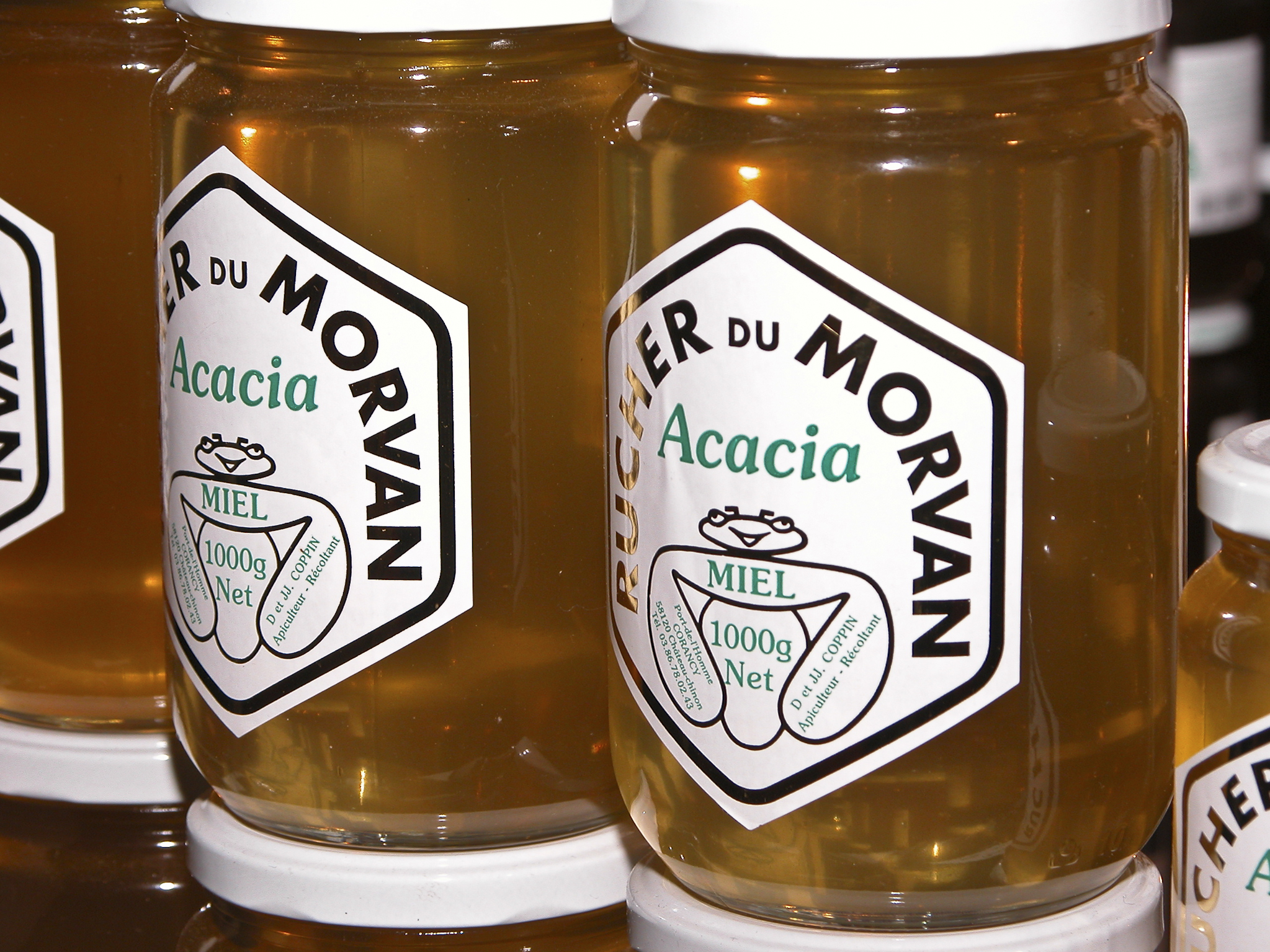
Miód akacjowy z Morvan

Miód akacjowy – rodzaj miodu kwiatowego, wytwarzany z nektaru zbieranego przez pszczoły z kwiatów robinii akacjowej. Cechuje się łagodnym smakiem, delikatnym zapachem oraz bardzo jasnym, prawie przezroczystym kolorem.

## Charakterystyka
- Kolor. Miód akacjowy ma bardzo jasną barwę, od niemal przezroczystej do jasnożółtej, co sprawia, że jest jednym z najjaśniejszych miodów[1].
- Konsystencja. Krystalizuje bardzo wolno, dzięki czemu przez długi czas zachowuje płynną formę. Ta cecha sprawia, że jest wygodny w użyciu zarówno w kuchni, jak i w kosmetyce[2].
- Smak. Miód akacjowy charakteryzuje się łagodnym, bardzo słodkim i kwiatowym smakiem, który jest subtelny i delikatny. Cieszy się popularnością wśród osób w każdym wieku[1].
- Zapach. Miód ten ma delikatnie kwiatowy aromat, przypominający zapach kwitnącej robinii, co dodaje mu szczególnego uroku[1].

## Skład chemiczny
Miód akacjowy zawiera szereg składników odżywczych:
- Węglowodany. Zawiera głównie fruktozę i glukozę, które stanowią 70-80% jego składu. Wysoka zawartość fruktozy sprawia, że krystalizuje wolniej[3].
- Aminokwasy. W jego składzie znajdują się niewielkie ilości aminokwasów, takich jak prolina, które są istotne dla zdrowia[2].
- Witaminy. Bogaty jest w witaminy z grupy B (B1, B2, B6), witaminę C oraz kwas foliowy, które są kluczowe dla utrzymania dobrego zdrowia[2].
- Minerały. Miód akacjowy zawiera potas, wapń, magnez, sód, żelazo, fosfor, mangan, miedź i cynk, które są niezbędne dla prawidłowego funkcjonowania organizmu[2].
- Enzymy. Zawiera enzymy takie jak inwertaza, diastaza, katalaza i fosfataza kwaśna, które mają właściwości antybakteryjne i wspomagają trawienie[4].

## Normy jakościowe
W Polsce jakość miodu akacjowego reguluje norma PN-88/A-77626, która określa: minimalną zawartość węglowodanów, dopuszczalną zawartość wody (maksymalnie 20%), parametry dotyczące przewodności elektrycznej (zazwyczaj poniżej 0,8 mS/cm dla miodów nektarowych) i minimalną aktywność diastazy – wskaźnik świadczący o świeżości miodu i jego właściwościach enzymatycznych.

## Właściwości zdrowotne
Miód akacjowy ma wiele korzystnych właściwości zdrowotnych:
- Działanie antybakteryjne. Dzięki obecności enzymów, miód akacjowy pomaga zwalczać infekcje bakteryjne[5].
- Działanie przeciwzapalne. Zawiera antyoksydanty, które mogą pomagać w redukcji stanów zapalnych w organizmie[6].
- Wsparcie dla układu trawiennego. Dzięki swoim właściwościom prebiotycznym wspiera trawienie i może pomagać w leczeniu dolegliwości żołądkowych[7].
- Wzmacnianie odporności. Regularne spożywanie miodu akacjowego może wspomagać układ odpornościowy dzięki zawartości witamin i minerałów[5].

## Właściwości kosmetyczne
Miód akacjowy jest ceniony w kosmetyce za swoje właściwości nawilżające i przeciwstarzeniowe. Może być stosowany bezpośrednio na skórę lub jako składnik maseczek, kremów i balsamów. Pomaga utrzymać skórę miękką, gładką i dobrze nawilżoną, a zawarte w nim enzymy i antyoksydanty pomagają zwalczać oznaki starzenia, poprawiając elastyczność skóry i redukując drobne zmarszczki.

## Zastosowanie kulinarne
Miód akacjowy jest wszechstronny w kuchni. Ze względu na delikatny smak jest dodawany do napojów, wypieków oraz różnych potraw. Komponuje się z serami, owocami oraz jako składnik sosów i dressingów. Ze względu na powolną krystalizację, przez długi czas pozostaje płynny, co ułatwia jego użycie.

## Zastosowanie w aromaterapii
Miód akacjowy jest często wykorzystywany w aromaterapii. Jego delikatny, kwiatowy zapach działa relaksująco, co sprawia, że jest dodawany do świec zapachowych, olejków do masażu oraz kosmetyków do kąpieli. Badania wskazują, że aromat miodu akacjowego może pomagać w redukcji stresu i poprawie samopoczucia. Ponadto, stosowany w aromaterapii, miód akacjowy może mieć pozytywny wpływ na układ nerwowy, pomagając w redukcji lęku i poprawie jakości snu.

## Przechowywanie
Aby miód akacjowy zachował swoje właściwości, powinien być przechowywany w szczelnie zamkniętych słoikach, w chłodnym i ciemnym miejscu. Krystalizacja jest naturalnym procesem, który nie wpływa na jakość miodu. Aby go ponownie upłynnić, wystarczy delikatnie podgrzać go w kąpieli wodnej.